# Richard Saul
Richard Ernest Saul CB, DFC (16. dubna 1895 – 30. listopadu 1965) byl za první světové války britský vojenský pilot, a za druhé světové války vysoký důstojník Royal Air Force.

## Raná léta
Saul se narodil roku 1891 v irském Dublinu. Na počátku první světové války se stal poručíkem v Royal Army Service Corps Britské armády, ale v roce 1916 se stal pozorovatelem u 16. peruti Royal Flying Corps. Během války dosáhl postavení velitele 4. peruti a po uzavření příměří velel 7. a posléze 12. peruti. V roce 1925 mu bylo svěřeno velení 2. peruti RAF. Byl také nadšeným sportovcem a Royal Air Force reprezentoval v ragby a hokeji; a v letech 1928 a 1932 byl také přeborníkem RAF v tenisu.
V září 1933 byl jmenován velitelem 203. peruti operující z irácké Basry a v roce 1935 vedl dálkový přelet létajících člunů své peruti z Plymouthu do Basry.

## Druhá světová válka a později
Za druhé světové války byl od roku 1938 velitelem 13. skupiny stíhacího letectva Royal Air Force, a od roku 1940 velitelem 12. skupiny. V roce 1943 převzal velení sil protivzdušné obrany ve východním Středomoří.
Do výslužby z RAF odešel 29. června 1944 a následně sloužil jako předseda mise UNRRA na Balkáně. Později se stal místopředsedou Komise pro mezinárodní přepravu v Římě. Poté, co v roce 1951 Řím opustil, přijal zaměstnání manažera knihkupectví University of Toronto až do doby konečného odchodu do důchodu v roce 1959.
Zemřel 30. listopadu 1965, dva dny poté co byl přejet automobilem.

## Pocty a vyznamenání
- Příslušník Řádu lázně – 17. března 1941[2]
- Záslužný letecký kříž – 1. ledna 1919[2]
- Citován v rozkazech – 11. července 1940[2]
- rytíř Řádu koruny (Belgie) – 15. července 1919[2]
- Croix de guerre s palmami (belgický) – 15. července 1919[2]